# Török fotóművészet

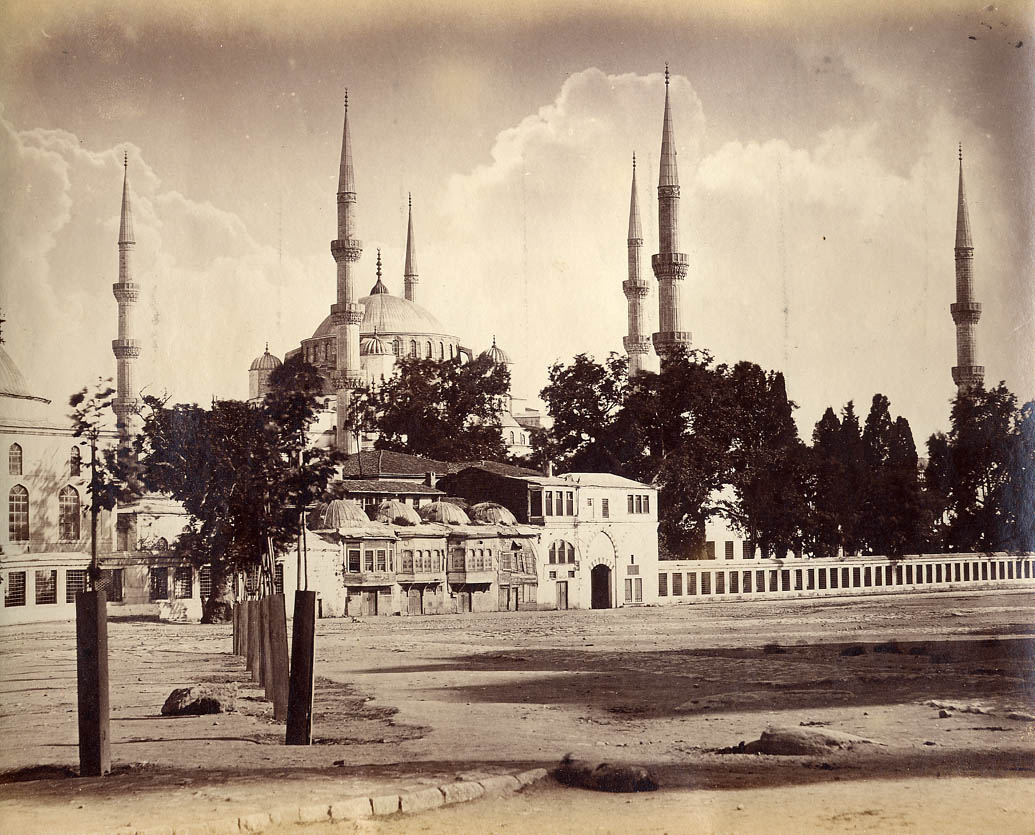
Ahmed szultán mecsetje, cca 1895, az Abdullah-testvérek fényképe

A török fotóművészet kezdeteit az 1800-as évek közepéig lehet visszavezetni. Az iszlám vallás emberábrázolási szabályaiból kifolyólag a fényképezés művészete csak lassan terjedt az Oszmán Birodalomban, kezdetben kizárólag nem muszlim vallásúak művelték, és leginkább a szultáni palota megbízásából dolgoztak. Az Oszmán Birodalomban mintegy 150, nem muszlim fényképész által működtetett stúdió létezett. A 21. században már több olyan török fényképész is van, akik világszerte ismertek és elismertek.

## Története

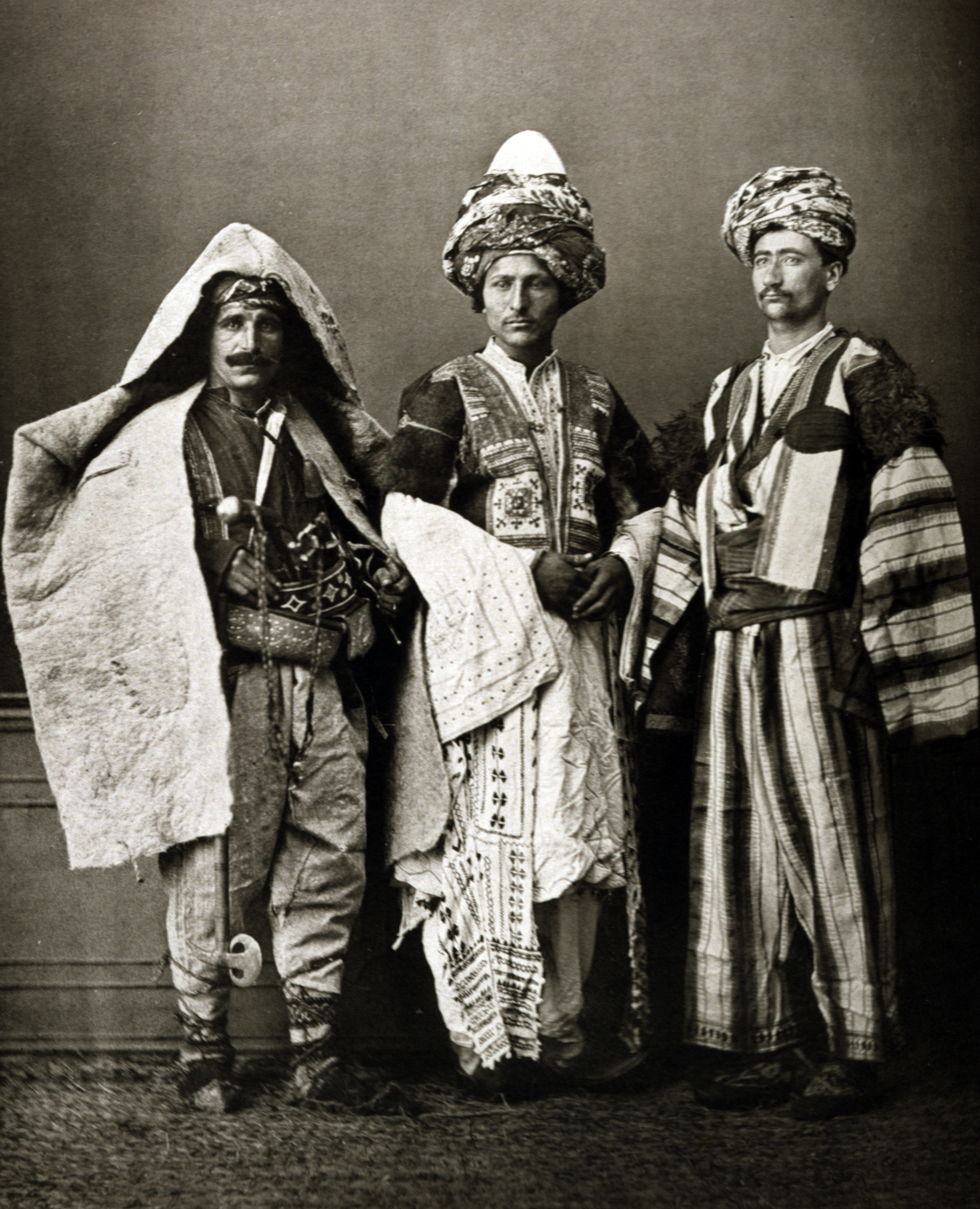
Kurdok népviseletben. Pascal Sebah fényképe, 1873.

### Az oszmán időkben
Isztambulban 1839. október 28-án egy helyi újság, a Takvim-i Vekayi jelentette be a fényképezés feltalálását. 1841-ben jelent meg az Oszmán Birodalomban az első fordítás a dagerrotípia használatáról, és sorra nyíltak a stúdiók. Az első oszmán fényképészek örmények voltak, majd görögök és Isztambulban élő más európai nemzetiségűek is nyitottak fotóstúdiókat. Az első török fényképészek katonák voltak, akik főképp katonai célokból használták a találmányt, már a camera obscurát is a 19. század eleje óta, a civil fényképészetben azonban sokáig nem voltak török származásúak. A kezdetekkor a legtöbb megrendelés a szultáni palotától és a különböző magas rangú pasáktól érkezett. Ezek jórészt gyárak, kikötők, iskolák, katonai létesítmények, épületek, külföldi követek, különféle hivatalos események fényképeit jelentik, melyek 800 albumba gyűjtve ma az Isztambuli Egyetem könyvtárában tekinthetőek meg.
A civil fényképészet a külföldi utazók igényeinek kielégítésére indult meg. Az utazók számára nevezetességekről és híres oszmánokról készítettek és árultak fényképeket. 1852-ben Ernest de Caranza Anatóliáról készített kalotípiáit albumba rendezve I. Abdul-Medzsid szultánnak ajándékozta, amiért a szultán birodalmi fotográfus címmel ruházta fel. Az egyik leghíresebb stúdiót az örmény származású Abdullah testvérek [Kevork (1839–1918); Vichen (?–1912); Hovsep (?–1902)] üzemeltették 1858-tól. 1867-ben már a párizsi világkiállításon szerepeltek fényképeikkel, Abdul-Aziz szultán pedig a palota hivatalos fényképészeivé nevezte ki őket. 1878-ban elveszítették a szultán kegyét, azzal vádolták őket, hogy kapcsolatban álltak azzal az orosz katonatiszttel, aki Isztambul ellen vonult. Kevork Abdullah 1895-ben végül eladta a stúdióját.
Több más, külföldi származású fényképész is igen ismert volt a maga idejében. Pascal Sebah (1823–1886) Konstantinápolyban dolgozott, Oszman Hamdi Bej (1842-1910) festő segítségével számos népi ruházat fényképét készítette el: a festő modellt állt a kosztümös fényképekhez, majd a fényképek alapján olajfestményeket készített. Fényképeit a Les Costumes Populaires de la Turquie című albumban rendszerezte, mellyel a szultán tetszését is kivívta. Sebah fényképészetét fia vitte tovább, 1910-ben Hagop Iszkenderrel együtt. Ebből a stúdióból nőtte ki magát Isztambul egyik leghíresebb fotóműhelye, a Foto Sabah. A brit James Robertson (1812–1888) Konstantinápoly történelmi emlékműveit fényképezte, valamint a krími háborút örökítette meg. A görög Nikolai Andreomenos (1850–1929), a svéd Guillaume Berggren (1835–1920), az olasz Carlo Naya (1816–1882), a magyar származású Raif Efendi mindössze néhány példa az ismert külföldi fényképészekre, akik az Oszmán Birodalomban éltek és dolgoztak.
Az első török, aki stúdiót nyitott Rahmizâde Bâhâeddin Bediz (1875–1951) volt 1910-ben, İzmirben. 1915-ben Konstantinápolyba költözött, majd 1935-ben Ankarában nyitott stúdiót. Két évvel később a Török Történeti Társaság fényképészeti osztályának igazgatója lett.

### A köztársaság megalapítása után
A török fényképészet fontos állomásának tekinthetőek a török államalapító, Mustafa Kemal Atatürk fényképészei, akik megörökítették a köztársaság alapításának és az új török nemzet születésének időszakát. Esat Nedim Tengizman (1897–1980) és Etem Tem (?–1971) háborús fényképészek voltak, Etem Temnek mintegy 620, Atatürkről készült fényképe található, melyek ma egy magángyűjtemény részei.  Cemal Işıksel (1905–1989) Atatürk személyesen választott fényképésze volt, az osztrák származású Othmar Pferschy (1898–1984) pedig híres képeket készített a török államalapítóról. Atatürk azt akarta, hogy a török függetlenségi háború minden mozzanatát fényképen rögzítsék, ezzel lehetővé tette a török fotóriporteri szakma kialakulását és fejlődését.
Az 1930-as években megalakultak az úgynevezett halkevleri, a közösségi házak, amelyek keretén belül többek között fotótanfolyamok is indultak, kiállításokat és versenyeket rendeztek. Şinasi Barutçu (1906–1985) volt az első török fényképész, aki fotómagazint jelentetett meg, akinek színes képeiből fotókiállítást rendeztek, illetve az ő nevéhez fűződik az első felsőoktatási fényképészeti program is. Barutçuról egy kupát is elneveztek, amit minden évben a legkiemelkedőbb teljesítményt nyújtó fiatal fényképészeknek osztanak ki.
Az 1960-as években kezdett el igazán fejlődni a török fényképészet a turizmus és a gazdasági fejlődés megindulásának köszönhetően. Sami Güner (1915-1991) volt az első fényképészek egyike, aki bejárta Törökország egész területét és fényképeivel az ország különféle tájait népszerűsítette külföldön is. Számos rangos díjat nyert.
Az első fotóművészeti egyesületet 1959-ben alapították, az egyetemi oktatás pedig 1979-ben kezdődött meg.
Az egyik legismertebb és világszerte elismert török fényképész-fotóriporter Ara Güler (1928–2018), „Isztambul szeme”. Számos könyve jelent meg, számos híres író munkájához készített fényképsorozatot, Picasso még portrét is rajzolt róla. 1968-ban a British Journal of Photography Year Book a világ hét legjobb fényképésze között listázta. Számos török és külföldi elismerés birtokosa, személyéről 2009-ig hat doktori disszertációt írtak, az egyiket a Müncheni Egyetemen.
A török fotóművészet egyik kiemelkedő egyénisége Ersin Alok (1937–), aki már nem csak hagyományos fényképészettel, de művészi, absztrakt fényképészettel is foglalkozik. Az 5. Párizsi Biennálén első díjat nyert az „Abszurd” kategóriában. 1989-ben a World Photographers Union megbízásából Alok képviselhette az ázsiai kontinenst. 1967-ben ő alapította meg Törökország első „diabankját”, mintegy öt millió diával. 24 könyve és számos dokumentumfilmje jelent meg. Számos fényképészeti újítás fűződik a nevéhez az épület- és régészeti fényképészet területén.
A török fotóművészet a divat és a sztárfotózás terén is kiteljesedett. Akif Hakan Çelebit 2006-ban a Max magazin a legtehetségesebb feltörekvő fotósok közé választotta és ugyanebben az évben jelölték az International Color Awards-ra is. A legfiatalabb elismert sztárfotósok közé tartozik Mehmet Turgut (1977–). Számos török sztárral dolgozott együtt, emellett divatfotózással és művészi fotózással is foglalkozik.